# Latimer (Iowa)
Latimer és una població dels Estats Units a l'estat d'Iowa. Segons el cens del 2000 tenia 535 habitants.

## Demografia
Segons el cens del 2000, Latimer tenia 535 habitants, 210 habitatges, i 144 famílies. La densitat de població era de 88,3 habitants/km².
Dels 210 habitatges en un 29% hi vivien nens de menys de 18 anys, en un 61% hi vivien parelles casades, en un 5,2% dones solteres, i en un 31,4% no eren unitats familiars. En el 31% dels habitatges hi vivien persones soles el 22,4% de les quals corresponia a persones de 65 anys o més que vivien soles. El nombre mitjà de persones vivint en cada habitatge era de 2,55 i el nombre mitjà de persones que vivien en cada família era de 3,15.
Per edats la població es repartia de la següent manera: un 26,4% tenia menys de 18 anys, un 6,5% entre 18 i 24, un 21,5% entre 25 i 44, un 17% de 45 a 60 i un 28,6% 65 anys o més.
L'edat mediana era de 42 anys. Per cada 100 dones de 18 o més anys hi havia 87,6 homes.
La renda mediana per habitatge era de 29.028 $ i la renda mediana per família de 35.833 $. Els homes tenien una renda mediana de 30.313 $ mentre que les dones 21.042 $. La renda per capita de la població era de 14.332 $. Entorn del 2,9% de les famílies i el 6,6% de la població estaven per davall del llindar de pobresa.

## Poblacions més properes
El següent diagrama mostra les poblacions més properes.